# Graz 99ers
Die Moser Medical Graz99ers sind eine österreichische Eishockeymannschaft aus Graz (Steiermark). Der Verein wurde 1999 gegründet, nachdem der Vorgängerverein, der EHC Graz, während der Saison 1998/99 aufgrund finanzieller Schwierigkeiten den Spielbetrieb einstellen musste. Die Graz 99ers starteten in der Saison 1999/2000 in der Nationalliga, wo sie auch auf Anhieb Meister wurden. Seit der Saison 2000/01 spielen sie in der Bundesliga.

## Geschichte

### Vorgängervereine
Eishockey auf Bundesliganiveau wurde in Graz vor allem von zwei Vorgängervereinen gespielt: Die Eishockeysektion des ATSE Graz (Arbeiter- Turn- und Sportverein Eggenberg) wurde 1947 gegründet und gewann als bisher einziger Grazer Eishockeyverein den Meistertitel der Bundesliga in den Saisons 1974/75 und 1977/78. Der Verein wurde Anfang der neunziger Jahre mit dem UEC Graz fusioniert, aus dem kurz darauf der EC Graz hervorging. Im Jahr 2008 wurde die Eishockeysektion des ATSE Graz wieder auf Oberliga-Niveau aktiviert.
Auch der GAK hatte von 1926 bis 1935 und von 1953 bis 1976 eine Eishockeysektion. Der GAK kam 1962 als Landesliga-Meister in die 3. Liga, 1967 in die zweite Liga und mit dem Oberliga-Titel 1970 für eine Spielzeit in die Bundesliga, musste allerdings postwendend wieder absteigen. 99ers-Gründer und Präsident Jochen Pildner-Steinburg war mit seinem Bruder schon als Jugendspieler beim GAK tätig (dort auch erfolgreicher Tennisspieler, z. T. Mitglied der Staatsliga-Mannschaft) später auch Kapitän.
Der EC Graz (auch "die Elefanten" genannt) erlebte unter Präsident Hannes Kartnig seine Glanzzeit, konnte jedoch trotz hohem, finanziellem Aufwand „nur“ drei Mal den Vizemeistertitel in den Saisons 1991/92, 1992/93 und 1993/94 erringen. Nach dem Ausstieg von Hannes Kartnig, der zum Fußballklub SK Sturm Graz wechselte, versuchte man den EC Graz zu retten. Als dieses Vorhaben 1998 scheiterte, hob Helmut Bocskay, den neuformierten EHC Graz aus der Taufe. Dieser wehrte nur kurz, nämlich von 1998 bis 1999.

### Gründung und Aufstieg in die Bundesliga
Im Jahr 1999 gründete Jochen Pildner-Steinburg den Eishockeyclub Graz 99ers als Nachfolgeverein des EC Graz, um in der steirischen Landeshauptstadt wieder Bundesligaeishockey anbieten zu können. Die Mannschaft gab ihre Premiere in der zweithöchsten Spielklasse, der Nationalliga, und stand nach 28 gespielten Runden des Grunddurchgangs auf Platz eins der Tabelle. Im Halbfinale setzte sich die Mannschaft nach einer Auftaktniederlage mit 3:1-Siegen gegen den EHC Lustenau durch und traf im Finale auf den EK Zell am See. Die Serie fand im vierten Spiel ihren vorläufigen Höhepunkt: der erste Torhüter Markus Schilcher war mit Angina ausgefallen, Ersatztorhüter René Vallant fiel bei einem Stand von 3:2 für die Grazer verletzt aus, und Nachwuchstorwart Bernd Brückler konnte den Angriffen der Zeller Eisbären nicht viel entgegensetzen. Somit ging das Spiel 4:6 verloren. Schilcher übernahm im entscheidenden Spiel seinen Posten wieder. Nach zwanzig Minuten lagen die Grazer mit 0:2 zurück. Nach einem torlosen Mitteldrittel drehte Helmut Karel mit einem Hattrick das Spiel und schoss die 99ers zur Meisterschaft. Die 99ers nahmen daraufhin die Möglichkeit zum Aufstieg in die Bundesliga wahr.

### Lehrjahre in der Bundesliga
Die Mannschaft wurde über den Sommer mit frischen Kräften eingedeckt. Dennoch bewegte sich die Mannschaft auf einer sehr schmalen Eisdecke. Zu einigen Niederlagen gesellten sich auch Probleme mit den verpflichteten Legionären, dennoch stabilisierte sich die Leistung des Teams, und die 99ers etablierten sich im Mittelfeld der Tabelle. Vor der letzten Runde, einem Heimspiel gegen den HC Innsbruck, war das Erreichen des vierten Ranges noch möglich, aber diese Chance wurde vergeben. Laut des geltenden Modus traten die Grazer im Viertelfinale gegen den Erstplatzierten EC KAC an und verloren die Serie ohne Sieg. Die Saison wurde auf dem sechsten Rang (von zehn teilnehmenden Mannschaften) beendet.
Ähnlich verlief auch die zweite Saison in der höchsten Spielklasse. Wiederum platzierte sich die Mannschaft nach einem verpatzten Start im Mittelfeld der Tabelle, schaffte es aber am Ende nicht, die Vienna Capitals vom vierten Platz zu verdrängen. Kurz vor Ende des Grunddurchganges bat Trainer Mike Shea um Auflösung seines Vertrages. Peter Znenahlik übernahm das Traineramt und führte die Mannschaft in das Viertelfinale gegen die Wiener, das jedoch abermals ohne Sieg in vier Spielen mit teilweise deutlichen Niederlagen verloren wurde.
In der folgenden Spielzeit, der Saison 2002/03, platzierten sich die 99ers zunächst in der vorderen Tabellenhälfte. Im Laufe der Saison fielen einige Spieler verletzt aus, was aufgrund eines nicht dicht besetzten Kaders Probleme bereitete. Der schwedische Verteidiger Calle Johannson wurde durch Rumun Ndur ersetzt, der in dem Ruf stand, des Öfteren Härteeinlagen zu liefern, wenn seine Teamkameraden in Bedrängnis gerieten. Es stellte sich kein längerfristiger Erfolg ein, und Peter Znenahlik übergab sein Traineramt an Ken Tyler. Zwar stabilisierten sich die Leistungen der Mannschaft nach und nach, aber letzten Endes beendeten die Grazer den Grunddurchgang auf dem siebten und vorletzten Platz. Im Viertelfinale traf die Mannschaft auf den HC Innsbruck und verlor die Best-of-Five-Serie in drei Spielen. Damit war es den 99ers bei drei Playoff-Teilnahmen und zehn Spielen nicht gelungen, einen Sieg einzufahren.

### Erstmals an der Tabellenspitze
In der Saison 2003/04 gelang es den 99ers vom ersten Spiel an, eine mannschaftliche Einheit zu bilden. Dazu kamen mit Ivo Jan, Warren Norris, Jeremy Rebek und später Dave Chyzowski hervorragende Legionäre, die beständig für Torerfolge sorgten. Zur Halbzeit des Grunddurchganges standen die Grazer auf Platz eins der Tabelle, jedoch fielen sie ein wenig zurück, als Ivo Jan nach einer Blinddarmoperation für sechs Wochen ausfiel und eine große Lücke im Sturm hinterließ. Letzten Endes schafften die 99ers das Erreichen des vierten Platzes und waren damit für die Playoffs qualifiziert. Im Halbfinale ging es gegen Tabellenführer EC KAC, und abermals schied die Mannschaft in drei Spielen ohne Sieg aus.
Die Saison 2004/05 wurde für die Grazer zu einem Kampf um einen Playoff-Platz. Nach einer Verletzung von Jamie Mattie, der durch Christopher Bartolone ersetzt wurde, verlor die Mannschaft den Zusammenhalt und verlor acht Spiele in Folge, womit das Team in der Tabelle weit zurückrutschte. Als Mattie die Verletzung auskuriert hatte, blieb den 99ers das Abmelden ihres Topscorers Conny Strömberg, um mit Mattie die löchrige Defensive zu stopfen. Am Ende des Grunddurchgangs entwickelte sich ein Vierkampf um den vierten und letzten beiden Playoffplätze. Bei der letzten Begegnung der Saison, ein Heimspiel gegen den EC KAC, wurde ein Sieg benötigt, um sich das Viertelfinale zu sichern, aber die Partie ging im Penaltyschießen verloren, und die 99ers beendeten die Saison ohne Playoff-Teilnahme.

### Sportliche Talfahrt

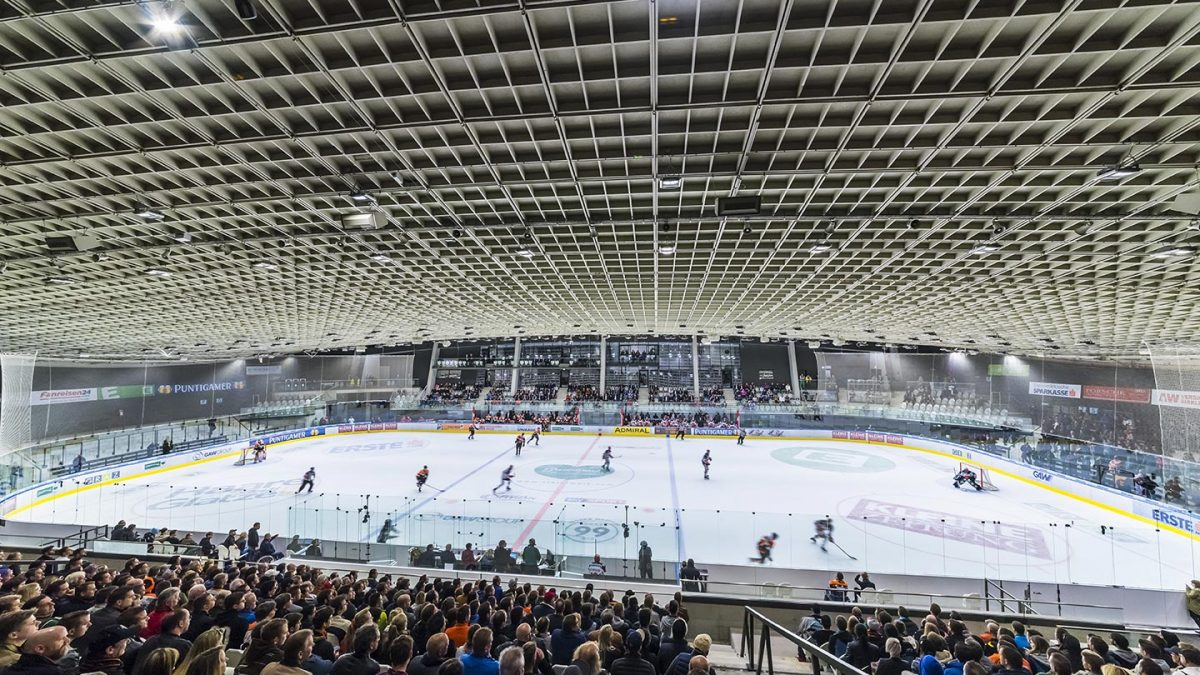
Innenansicht des Neubaus im Rahmen einer Partie der Graz 99ers

Mit der Spielzeit 2005/06 begann der sportliche Abstieg der 99ers. Hauptverantwortlich dafür war eine Serie an Verletzungen, die vor allem Schlüsselspieler betraf. Ihren Höhepunkt fand diese Serie am 15. November 2005, als Warren Norris nach einem Crosscheck von Patrick Harand regungslos auf dem Eis liegen blieb. Atemlähmung und Gehirnerschütterung wurden diagnostiziert. Norris überlebte durch die schnelle Hilfe der Sanitäter des Österreichischen Roten Kreuzes, die noch am Eis die notfallmedizinische Versorgung vornahmen, und fiel danach für mehrere Wochen aus. Sein Ersatz Steve Washburn durfte auch nach der Genesung von Norris auflaufen, für Trainer Mike Zettel war die Saison aufgrund der Niederlagenserien vorzeitig beendet. Bill Stewart übernahm die Grazer zu einem Zeitpunkt, als diese abgeschlagen auf dem letzten Platz lagen. Ein Spiel musste abgesagt und strafverifiziert werden, da die 99ers keinen konkurrenzfähigen Kader mehr stellen konnten.
Mit Mike Bullard wurde für die Spielzeit 2006/07 ein neuer Trainer verpflichtet, und auch ein Großteil der Legionäre wurde ausgetauscht. Nach einem passablen Start schlitterten die 99ers jedoch abermals in eine Niederlagenserie. Mike Bullard wurde entlassen und Jim Brithén übernahm nach mehrwöchiger Trainersuche die Mannschaft zu einem Zeitpunkt, als diese nicht viel mehr als der Prügelknabe der Liga war. Auch ihm gelang es nicht, die Leistungen der 99ers zu stabilisieren, und so führte Co-Trainer Mike Shea die Saison zu Ende. Ebenso schnell wie die Trainer wurden auch die Torhüter getauscht, ohne dass Besserung eintrat. Nachdem Steve Passmore mit einem Gegentorschnitt von 4,58 und einer Fangquote von lediglich 87,75 % von Pavel Nešťák abgelöst worden war, übernahm Walter Bartholomäus die Position bis zum Ende der Meisterschaft, die abermals auf dem letzten Platz beendet wurde.
Für die Spielzeit 2007/08 wurden abermals umfangreiche Veränderungen vorgenommen. Mit Larry Sacharuk wurde ein Trainer verpflichtet, der ein langfristiges Konzept für die 99ers entwickeln sollte. Einige Legionäre wurden ausgetauscht, und mit der Heimkehr von Ivo Jan sollte auch an erfolgreichere Zeiten angeknüpft werden. Im Tor vertraute man erstmals nach langer Zeit wieder auf eine rein österreichische Lösung mit Claus Dalpiaz (der vom HC Innsbruck entlassen worden war) und dem Salzburger Bernhard Bock. Nach einem knappen Auftaktsieg ging das zweite Spiel in Wien mit 1:8 verloren. In der Folgezeit wurde offensichtlich, dass Sacharuk keineswegs in der Lage war, ein wirkliches Konzept zu entwickeln, und die Konsequenz war erneut eine vorzeitige Entlassung. Tom Pokel übernahm den vakanten Posten, nachdem auch einige Legionäre, die die Erwartungen keineswegs erfüllt hatten, den Verein hatten verlassen mussten. Abermals stand Pokel nun vor der Aufgabe, das Team unter die ersten sechs zu führen. Vom neunten Platz aus (nur Liga-Neuling Alba Volán Székesfehérvár hatte eine schlechtere Bilanz aufzuweisen) ging es in die Qualifikationsrunde, wo allerdings der zweite Neuling und spätere Vizemeister HDD Olimpija Ljubljana und der HC Innsbruck unüberwindbare Hürden blieben.
Nach der dritten verpatzten Saison in Serie strichen nun auch zwei der Fanclubs, die „Grazer Elefants“ und die „Uhrturmfront“ die Segel und wechselten zum wiederbelebten ATSE Graz über, der in der Saison 2008/09 in der Oberliga seine erste Saison bestreiten sollte.

### Neuanfang
Jochen Pildner-Steinburg entschied sich abermals für einen kompletten Neustart in der Saison 2008/09. Diesmal war es das Ziel, einen Trainer zu verpflichten, der einerseits die österreichische Liga bereits kannte und andererseits auch Erfolge vorzuweisen hatte. Mit Bill Gilligan, der in den achtziger Jahren mit dem EC KAC vier Mal in Serie Meister geworden war, wurde man fündig. Gilligan ersetzte wiederum einige der Legionäre, konnte aber einige Schlüsselspieler halten und die Mannschaft gezielt verstärken. Zwar blieb man auch diesmal in der hinteren Tabellenhälfte, aber nach einigen Startproblemen fanden die 99ers im Dezember 2008 zu einer Einheit zusammen und gewannen auch einige Spiele gegen die favorisierten Mannschaften.
Am Ende des Grunddurchgangs lag die Mannschaft auf Platz acht der Tabelle und war damit zum ersten Mal seit der Saison 2004/05 für die Playoffs qualifiziert. Im Viertelfinale trafen die Grazer auf die Vienna Capitals und verloren das erste Spiel auswärts mit 0:6. Am 19. Februar 2009 gewannen die 99ers im Eisstadion Graz-Liebenau zum ersten Mal seit dem Aufstieg in die Bundesliga eine Begegnung in den Playoffs und siegten mit 2:1 gegen die Wiener. Es folgten zwei knappe Niederlagen, die im Stand von 1:3 in der Best-of-Seven-Serie resultierten. Den Grazern gelang mit einem Auswärtssieg der zweite Sieg in der Serie und anschließend zu Hause der Ausgleich in der Serie. Schlussendlich unterlag die Mannschaft beim entscheidenden Spiel in Wien.
Bill Gilligan baute auf diesem kleinen Erfolg auf und entschied, mit den 99ers einen neuen Weg einzuschlagen. Für die Saison 2009/10 konnte eine Anzahl namhafter österreichischer Spieler verpflichtet werden, die ein praktisch vollkommen neues Grundgerüst für den Kader bildeten. Dazu kamen einige qualitativ gute Transferkartenspieler. In Verbindung mit der verbesserten Kadertiefe und einer weitgehend verletzungsfreien Saison führte dies dazu, dass die 99ers erstmals in der Vereinsgeschichte die Hauptrunde auf dem ersten Rang abschlossen. Im Viertelfinale folgte das Ausscheiden, als die Mannschaft mit 2:4-Siegen dem Tabellenachten KHL Medveščak Zagreb unterlag.
In der Folgesaison fielen die Grazer erneut ins Mittelmaß zurück und beendeten den Grunddurchgang nur auf dem sechsten Platz. Das Viertelfinale brachte ein siegloses Ausscheiden gegen die Vienna Capitals. Bill Gilligan beendete daraufhin nach dreijähriger Trainertätigkeit aufgrund ausbleibenden Erfolges sein Engagement. Der ehemalige Salzburger Co-Trainer Mario Richer übernahm dessen Amt. Nach dem Abgang von Mike Ouellette (Linz) wurden mehrere neue Spieler verpflichtet: Dustin Van Ballegooie und der ehemalige Jesenice-Stürmer Brett Lysak wechselten beide vom dänischen Club SønderjyskE Ishockey an die Mur, Rodi Short wurde vom Nationalliga-Meister VEU Feldkirch geholt, und Toni Dahlman von den Augsburger Panthern aus der DEL. Mit Artiom Konovalov wurde ein junger Nachwuchstorwart des EC Red Bull Salzburg unter Vertrag genommen. Die Riege der Transferkartenspieler wurde mit Sébastien Bisaillon (Hamilton Bulldogs, AHL), Olivier Latendresse (SC Bietigheim-Bissingen, 2. Bundesliga), Guillaume Lefebvre (Bakersfield Condors, ECHL) ergänzt. Der Tscheche Zdeněk Blatný (zuvor HC Dukla Trenčín) kam zu einem Tryout nach Graz und wurde später fest verpflichtet. In der Saison 2011/12 konnte jedoch nicht das Play-off erreicht werden.
Nachdem sich Frédéric Cloutier als zweitstärkster Torhüter der Liga im Grunddurchgang ausgezeichnet hatte, wurde sein Vertrag für 2012/13 verlängert. In dieser Saison konnten die Grazer den dritten Platz der Hauptrunde erreichen und direkt ins Play-off einziehen, wo sie im Viertelfinale gegen den späteren Meister EC KAC ausschieden. Frédéric Cloutier konnte sich diesmal nur im Mittelfeld der Liga festsetzen, während Olivier Latendresse als Topscorer der 99ers herausragte.
Für die Saison 2013/14 wurde der Kader umgestaltet und unter anderem Francis Lemieux, Ryan Kinasewich und Andy Sertich verpflichtet, während es zum Abgang von Cole Jarrett, Ryan Lannon und Jean-Michel Daoust kam. Als neuer Torhüter wurde Dany Sabourin aus der American Hockey League geholt. Dieser erwies sich zwar als Glücksgriff, doch konnte Graz sich nicht für das Play-off qualifizieren.
In der Saison 2014/15 liefen die Grazer unter dem neuen Cheftrainer Todd Bjorkstrand auf, der jedoch bereits noch im Oktober 2015 aufgrund ausbleibenden Erfolgs entlassen wurde. Auch diesmal schafften es die 99ers nicht ins Play-off, nachdem sie die Hauptrunde nur auf Platz 9 und die Qualifikation auf Platz 3 beendet hatten.
Unter dem neuen Trainer Ivo Jan startete man in die Saison 2015/16. Neuer Torhüter wurde der Däne Sebastian Dahm, während mit Kyle Beach und Evan Brophey zwei ehemalige Salzburger Stürmer verpflichtet wurden. Doch auch in dieser Saison war noch vor den Play-offs Schluss, nachdem die Grazer nur Platz 10 der Hauptrunde erreicht hatten und sich auch in der Quali nicht durchsetzen konnten.
Da sich Sebastian Dahm in der Saison 2015/16 mit einer Savequote von 93,1 % als fangstärkster Goalie in der Hauptrunde der Liga etabliert hatte, wurde er im Kader für 2016/17 belassen, ebenso wie Kyle Beach und Evan Brophey. Als neuer Teamkapitän wurde Oliver Setzinger verpflichtet, dessen Vertrag beim EC KAC vorzeitig aufgelöst worden war. Im Dezember 2016 trennte sich der Club von Ivo Jan, als neuer Cheftrainer wurde Doug Mason verpflichtet. Vor diesem Wechsel hatte es unter Jans Leitung zehn Niederlagen in elf Partien gegeben, die 99ers standen auf dem drittletzten Tabellenrang. Die Grazer konnten sich anschließend auf Platz 8 in der Hauptrunde zurückkämpfen und gewannen die Qualifikationsrunde mit zwei Punkten Vorsprung auf Orli Znojmo. Damit zog Graz erstmals seit der Saison 2012/13 wieder in ein Playoff ein.

## Spieler

### Kader der Saison 2022/23
Stand: 2. September 2022
| Nr. | Nat.              | Spieler                | Pos. | Geburtsdatum       | im Team seit | Geburtsort                      |
| --- | ----------------- | ---------------------- | ---- | ------------------ | ------------ | ------------------------------- |
| 33  | Schweden          | Christian Engstrand    | G    | 8. November 1988   | 2021         | Linköping, Schweden             |
| 30  | Osterreich        | Nicolas Wieser         | G    | 30. August 1997    | 2022         | Villach, Österreich             |
| 28  | Kanada            | Michael Boivin         | D    | 22. November 1990  | 2021         | Delta, British Columbia, Kanada |
| 37  | Schweden Finnland | Gustav Bouramman       | D    | 24. Januar 1997    | 2022         | Stockholm, Schweden             |
|     | Osterreich        | Nico Brunner           | D    | 17. September 1992 | 2024         | Villach, Österreich             |
| 15  | Osterreich        | Amadeus Egger          | D    | 29. November 1999  | 2017         | Feldkirch, Österreich           |
| 65  | Osterreich        | Michael Kernberger     | D    | 24. Januar 1997    | 2021         | Klagenfurt, Österreich          |
| 71  | Osterreich        | Erik Kirchschläger     | D    | 4. Februar 1996    | 2018         | Linz, Österreich                |
| 5   | Osterreich        | Jacob Pfeffer          | D    | 11. Februar 2001   | 2020         | Wien, Österreich                |
| 9   | Finnland          | Aleksi Salonen         | D    | 3. Februar 1993    | 2022         | Muurame, Finnland               |
| 66  | Osterreich        | Adis Alagić            | C    | 21. Juni 1994      | 2020         | Villach, Österreich             |
| 76  | Osterreich        | Sam Antonitsch         | LW   | 3. Januar 1996     | 2022         | Wien, Österreich                |
| 40  | Norwegen          | Tobias Fladeby         | LW   | 20. Mai 1996       | 2022         | Asker, Norwegen                 |
| 17  | Osterreich        | Manuel Ganahl          | W    | 12. Juli 1990      | 2024         | Bludenz, Österreich             |
| 59  | Norwegen          | Viktor Granholm        | F    | 30. April 1997     | 2022         | Bærum, Norwegen                 |
| 40  | Osterreich        | Tim Harnisch           | C    | 18. April 2001     | 2024         | Wiener Neustadt, Österreich     |
| 21  | Osterreich        | Lukas Haudum           | C    | 21. Mai 1997       | 2024         | Linz, Österreich                |
| 52  | Osterreich        | Paul Huber             | W    | 10. Juni 2000      | 2024         | Graz, Österreich                |
|     | Osterreich        | Lukas Kainz            | C    | 2. September 1995  | 2024         | Mödling, Österreich             |
| 23  | Osterreich        | Cornelius Kaschnig     | F    | 4. Februar 2002    | 2021         | Graz, Österreich                |
| 81  | Tschechien        | Petr Kolouch           | C    | 30. Oktober 1991   | 2022         | Ostrava, Tschechien             |
| 89  | Osterreich        | Clemens Krainz         | F    | 30. Mai 2001       | 2018         | Zell am See, Österreich         |
| 14  | Osterreich        | Philipp Maurer         | F    | 9. Juli 1999       | 2021         | Wien, Österreich                |
| 74  | Osterreich        | Daniel Oberkofler      | C    | 16. Juli 1988      | 2017         | Graz, Österreich                |
| 21  | Osterreich        | Kevin Pesendorfer      | F    | 26. Oktober 2001   | 2020         | Graz, Österreich                |
| 13  | Osterreich        | Michael Schiechl       | C    | 29. Januar 1989    | 2020         | Judenburg, Österreich           |
|     | Slowenien         | Rok Tičar              | C    | 3. Mai 1989        | 2020         | Jesenice, Slowenien             |
| 10  | Osterreich        | Zintis Nauris Zusevics | LW   | 7. März 1994       | 2021         | Riga, Lettland                  |

### Bekannte ehemalige Spieler
(Teamzugehörigkeit und Position in Klammern)
| - Bernd Brückler (1996–2001, Torhüter) Der ehemalige Nachwuchsspieler wagte im Jahr 2000 den Sprung nach Übersee und wechselte nach mehreren Saisonen in den nordamerikanischen Minor Leagues zu den Blues Espoo in die finnische SM-liiga, wo er drei Jahre lang zu den besten Torhütern zählte. In der Saison 2009/10 wechselte der Nationalteam-Torwart in die russische KHL. | - Tommy Jakobsen (2006–2009, Verteidigung) Der norwegische Verteidiger und langjährige Nationalteamspieler landete nach einer vollen Dekade in der DEL bei den 99ers und blieb der Mannschaft auch während ihrer großen sportlichen Krise treu. Nach drei Jahren ließ er seine Karriere in seiner Heimat ausklingen. | - Ivo Jan (2001/02, 2003/04, 2007–2009, Sturm) Der slowenische Stürmer spielte insgesamt drei Mal bei den 99ers und zählte bei seinen ersten beiden Gastspielen in Graz zu den produktivsten Stürmern der Liga. | - Jeremy Rebek (2003–2006, Verteidiger) Der gebürtige Kanadier absolvierte insgesamt drei Spielzeiten in Graz und avancierte dort mit seinem offensiven Spiel zu einem der beliebtesten Spieler. |

### Teilnahmen von Spielern am All-Star-Team
| Saison  | Spieler                                                 |
| ------- | ------------------------------------------------------- |
| 2006/07 | Tommy Jakobsen, Greg Day, Stefan Herzog, Robert Guillet |
| 2007/08 | Stefan Pittl, Greg Day                                  |
| 2008/09 | Michael Schiechl                                        |

### Mannschaftskapitäne
| Saison    | Kapitän                                       | Assistenten                                |
| --------- | --------------------------------------------- | ------------------------------------------ |
| 1999/2000 | Peter Znenahlik                               |                                            |
| 2000/01   | Peter Znenahlik                               |                                            |
| 2001/02   | Peter Znenahlik                               | Engelbert Lindner                          |
| 2002/03   | Martin Krainz, Stefan Hofer                   | Rumun Ndur, Werner Kerth, Michael Pollross |
| 2003/04   | Michael Pollross                              | Roland Schurian, Gilbert Kühn              |
| 2004/05   | Martin Krainz                                 | Jeremy Rebek, Gilbert Kühn                 |
| 2005/06   | Jeremy Rebek                                  | Roland Schurian, Sean Selmser              |
| 2006/07   | Tommy Jakobsen                                | Jiri Hala, Harry Lange                     |
| 2007/08   | Tommy Jakobsen                                | Patrick Mössmer                            |
| 2008/09   | Tommy Jakobsen                                |                                            |
| 2009/10   | Harry Lange                                   | Christoph Harand, Florian Iberer           |
| 2010/11   | Harry Lange                                   |                                            |
| 2011/12   | Cole Jarrett                                  | Toni Dahlman, Sven Klimbacher              |
| 2012/13   | Cole Jarrett                                  | Guillaume Lefebvre, Matthias Iberer        |
| 2013/14   | Olivier Latendresse                           | Guillaume Lefebvre, Kevin Moderer          |
| 2014/15   | Olivier Latendresse, später Anders Bastiansen | Kevin Moderer, Stefan Lassen               |
| 2015/16   | Philipp Pinter                                | Kevin Mitchell, Stephen Werner             |
| 2016/17   | Oliver Setzinger                              | Daniel Oberkofler, Robin Weihager          |
| 2017/18   | Oliver Setzinger                              | Kurtis McLean, Daniel Woger                |
| 2018/19   | Oliver Setzinger                              |                                            |
| 2019/20   | Oliver Setzinger                              |                                            |
| 2020/21   | Oliver Setzinger, später Daniel Oberkofler    |                                            |
| 2020/21   | Daniel Oberkofler                             | Erik Kirchschläger, Michael Schiechl       |

### Meistermannschaften
| Meistermannschaft der Nationalligasaison 1999/2000 | Meistermannschaft der Nationalligasaison 1999/2000 |
| -------------------------------------------------- | --- |
| Tor                                                | Markus Schilcher, René Vallant, Bernd Brückler |
| Verteidigung                                       | Gruber Gerd, Norbert Havasi, Philipp Hofer, Florian Iberer, Chris Rozanski (USA), Pirre Persson (SWE), Mike Shea |
| Sturm                                              | Herbert Diamant, Stefan Hofer, Christian Hofmeier, Bernd Jäger, Stefan Janisch, Helmut Karel, Peter Knaus, Petri Kujala (FIN), Ingo Preiss, Peter Preiss, David Pretterhofer, Thomas Stadler, Peter Znenahlik, Gilbert Kühn |
| Trainer                                            | Miroslav Berek |

### U20-Mannschaft
Die U20-Mannschaft (vereinsintern Moser Medical Graz 99ers U20) spielt seit 2011 in der österreichischen U20-Liga (seit 2012 EBYSL). Cheftrainer ist Harald Antalovic.

## Trainer der 99ers
- Miroslav Berek: 1999/2000 (Nationalligameister)
- Mike Shea: 2000–Jänner 2002
- Manfred Nitsch: Jänner 2002–Februar 2002 (Jugendtrainer 99ers)
- Peter Znenahlik: Februar 2002–Jänner 2003
- Ken Tyler: Jänner 2003–Saisonende 2002/2003
- Mike Zettel: 2003–23. November 2005
- Bill Stewart: November 2005–März 2006
- Mike Bullard: April 2006–26. Oktober 2006
- Peter Znenahlik: interimistisch bis 2. November 2006
- Mike Shea: interimistisch ab 2. November 2006
- Jim Brithén: 13. November 2006–22. Jänner 2007
- Mike Shea: 22. Jänner 2007–Saisonende 2006/07
- Larry Sacharuk: ab Saison 2007/08–5. Dezember 2007
- Mike Shea: interimistisch ab 5. Dezember 2007
- Tom Pokel: 11. Dezember 2007–Saisonende 2007/08
- Bill Gilligan: März 2008–Saisonende 2010/11
- Mario Richer:  Mai 2011 – 23. Oktober 2013
- Petri Matikainen: 23. Oktober 2013 – Saisonende 2013/14
- Todd Bjorkstrand:  ab Saison 2014/15 – 5. Oktober 2015
- Ivo Jan: ab 5. Oktober 2015 – 15. Dezember 2016
- Doug Mason: ab 15. Dezember 2016 – Dezember 2020
- Jens Gustafsson: Dezember 2020 – Saisonende 2021/22
- Johan Pennerborn: Saison 2022/23 – Saisonende 2023/24
- Harry Lange: seit Saison 2024/25

## Spielstätte
Die Graz 99ers tragen ihre Heimspiele im etwa 4.050 Zuschauer fassenden Eisstadion Graz-Liebenau aus, das von den Fans aufgrund der Bauweise mit dem sattelförmigen Dach und der fensterlosen Außenwände auch als „Bunker“ bezeichnet wird. Charakteristisch für die Halle sind die nur auf einer Seite befindlichen hoch aufragenden Zuschauertribünen und der überdachte Vorplatz, der den Fans in den Pausen als Sammelpunkt dient und auch mit Getränkeständen aufwartet.

## Sonstiges

### Fankultur
Die 99ers hatten bis 2008 vier Fanclubs: die „Grazer Elefants“ (gegründet 1991, als Fanclub des damaligen EC Graz), die „Grazer Oranjes“ und die „Lions“, sowie die „Uhrturmfront“, die 2005 gegründet wurde und eine Unterfraktion der Grazer-Elefants war. Aufgrund der Neugründung des ATSE Graz wechselten jedoch die „Uhrturmfront“ und die „Elefants“ im Jahr 2008 zum ATSE über.
Seit der Saison 2014/15 gibt es einen weiteren aktiven Fanclub, die Styrian Panthers, der zum größten Fanclub der Graz 99ers entwickelt hat. Des Weiteren gibt es seit 2017 einen weiteren aktiven Fanclub mit dem Namen Fanclub Sektor H. Die Grazer Oranjes lösten ihren Fanclub vor der Saison 2015/16 auf, somit blieben Graz nur mehr drei Fanclubs, die Styrian Panthers mit etwa 150 Mitgliedern, die Lions mit etwa 60 Mitgliedern sowie der Fanclub Sektor H (Stand März 2020).

## Statistiken und Rekorde

### Vereinsstatistiken
Anmerkung: bis zur Saison 2006/07 wurde nach der Halbzeit des Grunddurchgangs eine Punkteteilung durchgeführt. Für die betreffenden Spielzeiten sind jedoch die absolut erzielten Punkte für den Grunddurchgang angegeben. Nicht berücksichtigt sind außerdem Bonuspunkte aus den Zwischenrunden.
| Saison       | Hauptrunde | Hauptrunde | Hauptrunde | Hauptrunde | Hauptrunde | Hauptrunde | Hauptrunde | Hauptrunde | Playoffs | Playoffs | Playoffs | Playoffs | Playoffs | Playoffs | Anmerkung                                             |
| Saison       | Spiele     | S          | N          | NNV        | Tore       | TVH        | Punkte     | Rang       | Spiele   | S        | N        | NNV      | Tore     | TVH      | Anmerkung                                             |
| ------------ | ---------- | ---------- | ---------- | ---------- | ---------- | ---------- | ---------- | ---------- | -------- | -------- | -------- | -------- | -------- | -------- | ----------------------------------------------------- |
| 1999/2000    | 28         | 25         | 3          | 0          | 151:64     | +87        | 50         | 1          | 9        | 6        | 3        | 0        | 41:25    | +16      | Meister der Nationalliga & Aufstieg in die Bundesliga |
| 2000/01      | 36         | 17         | 17         | 2          | 113:139    | −26        | 36         | 5          | 3        | 0        | 3        | 0        | 4:12     | −8       | Viertelfinal-Out, Rang 6                              |
| 2001/02      | 32         | 13         | 14         | 5          | 99:114     | −15        | 31         | 5          | 4        | 0        | 4        | 0        | 4:15     | −11      | Viertelfinal-Out, Rang 5                              |
| 2002/03      | 42         | 14         | 25         | 3          | 111:181    | −70        | 31         | 7          | 3        | 0        | 3        | 0        | 7:18     | −11      | Viertelfinal-Out, Rang 7                              |
| 2003/04      | 48         | 25         | 20         | 3          | 141:147    | −6         | 53         | 4          | 3        | 0        | 3        | 0        | 4:10     | −6       | Halbfinal-Out, Rang 4                                 |
| 2004/05      | 48         | 24         | 18         | 6          | 152:147    | +5         | 54         | 5          | --       | --       | --       | --       | --       | --       | Rang 5, keine Playoff-Teilnahme                       |
| 2005/06      | 48         | 15         | 27         | 6          | 119:171    | −52        | 36         | 7          | --       | --       | --       | --       | --       | --       | Rang 7, keine Playoff-Teilnahme                       |
| 2006/07      | 56         | 11         | 38         | 7          | 163:254    | −91        | 29         | 8          | --       | --       | --       | --       | --       | --       | Rang 8, keine Playoff-Teilnahme                       |
| 2007/08      | 42         | 16         | 19         | 7          | 108:151    | −43        | 39         | 9          | --       | --       | --       | --       | --       | --       | Aus nach Qualifikationsrunde, Rang 9                  |
| 2008/09      | 54         | 24         | 24         | 6          | 124:154    | −30        | 54         | 7          | 7        | 3        | 4        | 0        | 12:20    | −8       | Viertelfinal-Out, Rang 7                              |
| 2009/10      | 54         | 36         | 13         | 5          | 197:132    | +65        | 77         | 1          | 6        | 2        | 2        | 2        | 15:19    | −4       | Viertelfinal-Out                                      |
| 2010/11      | 54         | 27         | 23         | 4          | 164:153    | +11        | 58         | 6          | 4        | 0        | 3        | 1        | 9:16     | −7       | Viertelfinal-Out                                      |
| 2011/12      | 48         | 23         | 22         | 3          | 130:141    | −11        | 49         | 10         | --       | --       | --       | --       | --       | --       | Rang 10, keine Playoff-Teilnahme                      |
| 2012/13      | 54         | 27         | 18         | 9          | 162:157    | +5         | 63         | 5          | 5        | 1        | 4        | 0        | 9:16     | −7       | Viertelfinal-Out                                      |
| 2013/14      | 54         | 24         | 22         | 8          | 144:159    | −15        | 56         | 10         | --       | --       | --       | --       | --       | --       | Rang 10, keine Playoff-Teilnahme                      |
| 2014/15      | 54         | 24         | 23         | 7          | 147:152    | −5         | 55         | 10         | --       | --       | --       | --       | --       | --       | Rang 10, keine Playoff-Teilnahme                      |
| Nationalliga | 28         | 25         | 3          | 0          | 151:64     | +87        | 50         | --         | 9        | 6        | 3        | 0        | 41:25    | +16      |                                                       |
| EBEL         | 724        | 320        | 323        | 81         | 2074:2352  | −278       | 721        | --         | 35       | 6        | 26       | 3        | 64:126   | −62      |                                                       |

 Legende:
 S = Siege, N = Niederlagen in regulärer Spielzeit, NNV = Niederlagen nach Verlängerung oder Penaltyschießen, Sieg% = Prozentsatz der erzielten an den insgesamt möglichen Punkten, TVH = Torverhältnis 

### Spielerrekorde
Statistiken seit dem Bundesligaaufstieg in der Saison 2000/2001. Inkludiert sind sämtliche Vorrunden/Playoffspiele.

#### Saison
| Tore  |               |      |         |
| Platz | Spieler       | Tore | Saison  |
| 1.    | Warren Norris | 40   | 2004/05 |
| 2.    | Ivo Jan       | 32   | 2003/04 |
| 3.    | Greg Day      | 31   | 2006/07 |
| 4.    | Warren Norris | 29   | 2009/10 |
| 5.    | Eric Healey   | 27   | 2009/10 |

| Assists |                    |         |         |
| Platz   | Spieler            | Assists | Saison  |
| 1.      | Greg Day           | 45      | 2009/10 |
| 2.      | Eric Healey        | 40      | 2009/10 |
| 3.      | Jean-Philippe Paré | 36      | 2009/10 |
| 4.      | Tommy Jakobsen     | 34      | 2006/07 |
| 5.      | Roland Schurian    | 33      | 2001/02 |

| Punkte |               |        |         |
| Platz  | Spieler       | Punkte | Saison  |
| 1.     | Eric Healey   | 67     | 2009/10 |
| 2.     | Warren Norris | 66     | 2004/05 |
| 3.     | Greg Day      | 64     | 2009/10 |
| 4.     | Greg Day      | 63     | 2006/07 |
| 5.     | Sean Selmser  | 57     | 2004/05 |

| Strafminuten |                    |              |         |
| Platz        | Spieler            | Strafminuten | Saison  |
| 1.           | Tommy Jakobsen     | 205          | 2006/07 |
| 2.           | Guillaume Lefebvre | 136          | 2011/12 |
| 3.           | Rumun Ndur         | 128          | 2002/03 |
| 4.           | Guillaume Lefebvre | 127          | 2012/13 |
| 5.           | Dave Chyzowski     | 115          | 2003/04 |

#### Gesamt
| Tore  |                     |      |
| Platz | Spieler             | Tore |
| 1.    | Warren Norris       | 125  |
| 2.    | Greg Day            | 102  |
| 3.    | Ivo Jan             | 82   |
| 4.    | Gerhard Göttfried   | 71   |
| 5.    | Olivier Latendresse | 60   |

| Assists |                 |         |
| Platz   | Spieler         | Assists |
| 1.      | Greg Day        | 180     |
| 2.      | Warren Norris   | 119     |
| 3.      | Roland Schurian | 91      |
| 4.      | Harry Lange     | 89      |
| 5.      | Jeremy Rebek    | 80      |

| Punkte |                     |        |
| Platz  | Spieler             | Punkte |
| 1.     | Greg Day            | 282    |
| 2.     | Warren Norris       | 244    |
| 3.     | Ivo Jan             | 144    |
| 4.     | Olivier Latendresse | 131    |
| 5.     | Gerhard Göttfried   | 129    |

| Einsätze |                 |          |
| Platz    | Spieler         | Einsätze |
| 1.       | Harry Lange     | 376      |
| 2.       | Mark Brunnegger | 343      |
| 3.       | Matthias Iberer | 304      |
| 4.       | Greg Day        | 289      |
| 5.       | Florian Iberer  | 283      |

## Zuschauerschnitt

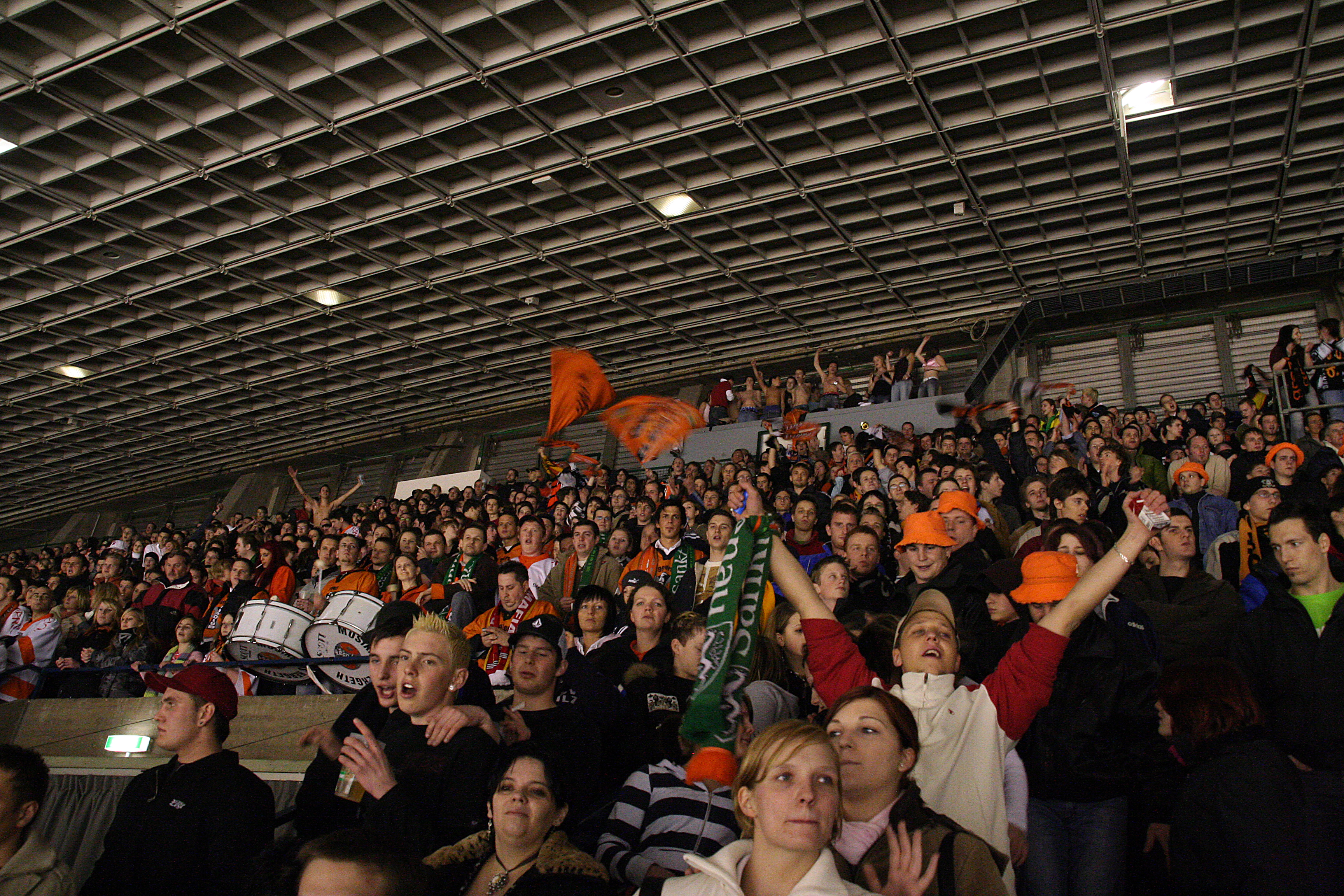
Fans der 99ers

- Saison 2003/2004: 2.784 Zuschauer
- Saison 2004/2005: 3.148 Zuschauer
- Saison 2005/2006: 2.375 Zuschauer
- Saison 2006/2007: 2.016 Zuschauer
- Saison 2007/2008: 2.097 Zuschauer
- Saison 2008/2009: 1.813 Zuschauer
- Saison 2009/2010: 2.593 Zuschauer[4]
- Saison 2015/2016: 2.092 Zuschauer
- Saison 2016/2017: 2.344 Zuschauer
- Saison 2017/2018: 2.258 Zuschauer
- Saison 2018/2019: 3.071 Zuschauer[5]